# Günther Frauenlob
Günther Frauenlob (* 1965 in Wuppertal) ist ein deutscher Geograf und literarischer Übersetzer.

## Leben
Günther Frauenlob wuchs auf in Gütersloh. Er absolvierte ein Studium der Geografie an den Universitäten in Münster und Freiburg im Breisgau, das er 1995 mit dem Titel eines Diplom-Geografen abschloss. Von 1993 bis 1996 war er wissenschaftlicher Mitarbeiter des Wasserforschungs-Instituts der Eidgenössischen Technischen Hochschule Zürich. Seit 1993 ist er als freier Übersetzer tätig. Daneben gehört er der Redaktion der vom Rheinaubund in Schaffhausen herausgegebenen Zeitschrift "Aqua viva" an. Frauenlob lebt seit 1999 in Waldkirch. Er ist verheiratet und hat zwei Töchter.
Günther Frauenlob übersetzt erzählende Literatur und Sachbücher aus dem Norwegischen und Dänischen ins Deutsche. Er ist Mitglied im Verband deutschsprachiger Übersetzer literarischer und wissenschaftlicher Werke, VdÜ, und lebt in Waldkirch.

## Werke
- Bibliographie Inn, Dübendorf-Zürich (Schweiz) 1997 (zusammen mit Jürg Bloesch)

## Herausgeberschaft
- Alpenrhein - Aorta des Rheintals, Schaffhausen 2012

## Übersetzungen
- Kurt Aust: Die Bruderschaft der Unsichtbaren, Reinbek 2008 (übersetzt zusammen mit Maike Dörries)
- Kurt Aust: Die dritte Wahrheit, Leipzig 2002 (übersetzt zusammen mit Maike Dörries)
- Kurt Aust: Der Genius-Code, Reinbek 2010 (übersetzt zusammen mit Maike Dörries)
- Kurt Aust: Das jüngste Gericht, Leipzig 2000 (übersetzt zusammen mit Maike Dörries)
- Tron Bach: Norwegen en miniature, Oslo 2007 (übersetzt zusammen mit Frank Zuber)
- Jonas T. Bengtsson: Aminas Briefe, Stuttgart 2008
- Jonas T. Bengtsson: Submarino, Stuttgart 2009
- Mikkel Birkegaard: Die Bibliothek der Schatten, München 2010 (übersetzt zusammen mit Maike Dörries)
- Torstein Bjaaland: Gambettas Kurier, Bern 1998
- Jørgen Brekke: Das Buch des Todes, München 2012
- Jørgen Brekke: Die Melodie des Todes, München 2013
- Annika Bryn: Die sechste Nacht, Augsburg 2008 (übersetzt zusammen mit Maike Dörries)
- Andreas Bull-Hansen: Die Nordland-Saga, München (übersetzt zusammen mit Maike Dörries)
  - 1. Die Tränen des Drachen, 2001
  - 2. Brans Reise, 2002
  - 3. Das verheißene Land, 2003
  - 4. Der Zug der Sklaven, 2004
  - 5. Wo die Götter sterben, 2004
  - 6. Die Macht des Bastards, 2005
- İzzet Celasin: Schwarzer Himmel, schwarzes Meer, Köln 2008
- Tom Egeland: Frevel, München 2006
- Tom Egeland: Das Hexenbrett, München 2007 (übersetzt zusammen mit Maike Dörries)
- Tom Egeland: Das Luzifer-Evangelium, München 2011 (übersetzt zusammen mit Maike Dörries)
- Tom Egeland: Das Nostradamus-Testament, München 2013 (übersetzt zusammen mit Maike Dörries)
- Tom Egeland: Der Pakt der Wächter, München 2009 (übersetzt zusammen mit Maike Dörries)
- Tom Egeland: Tabu, München 2008 (übersetzt zusammen mit Maike Dörries)
- Tom Egeland: Wolfsnacht, München 2007 (übersetzt zusammen mit Maike Dörries)
- Thomas Enger: Sterblich, München 2011 (übersetzt zusammen mit Maike Dörries)
- Thomas Enger: Vergiftet, München 2012 (übersetzt zusammen mit Maike Dörries)
- Thomas Enger: Verleumdet, München 2013 (übersetzt zusammen mit Maike Dörries)
- Halfdan W. Freihow: Lieber Gabriel, Freiburg im Breisgau 2005
- Nikolaj Frobenius: Der Anatom, München 1998
- Nikolaj Frobenius: Andere Orte, München 2003
- Bror Hagemann: Auf der Suche nach Angela, München 1996
- Lotte Hammer: Schweinehunde, München 2011
- Lotte Hammer: Das weiße Grab, München 2013
- Benn Q. Holm: Sommer, München 2001
- Helle Jensen: Hellwach und ganz bei sich, Weinheim 2014
- Magnar Johnsgaard: Schwarzer Regen, München 1997
- Lene Kaaberbøl: Die Lieferung, München 2011 (übersetzt zusammen mit Maike Dörries)
- Lene Kaaberbøl: Schmutziger Tod, München 2011 (übersetzt zusammen mit Maike Dörries)
- A. J. Kazinski: Die Auserwählten, München 2011
- A. J. Kazinski: Der Schlaf und der Tod, München 2013
- Tom Kristensen: Mit allen Wassern, München [u. a.] 2005
- Tom Kristensen: Ein schnelles Angebot, München 2004
- Arnhild Lauveng: Morgen bin ich ein Löwe, München 2008
- Arnhild Lauveng: Nutzlos wie eine Rose, München 2013
- Merethe Lindstrøm: Die Insel des Schweigens, München 1999
- Merethe Lindstrøm: Das Regenkind, München 2002
- Ragnhild Moe: Die Hände des Cellisten, München 2007 (übersetzt zusammen mit Maike Dörries)
- Lars Mytting: Fyksens Tankstelle, München 2007
- Lars Mytting: Der Mann und das Holz, Berlin 2014 (übersetzt zusammen mit Frank Zuber)
- Atle Naess: Die Riemannsche Vermutung, München 2007
- Jo Nesbø: Blood on Snow. Der Auftrag, Berlin 2015
- Jo Nesbø: Doktor Proktor im Goldrausch, Würzburg 2013 (übersetzt zusammen mit Maike Dörries)
- Jo Nesbø: Doktor Proktor verhindert den Weltuntergang. Oder auch nicht ..., Würzburg 2011 (übersetzt zusammen mit Maike Dörries)
- Jo Nesbø: Doktor Proktors Sammelsurium, Würzburg 2013 (übersetzt zusammen mit Maike Dörries)
- Jo Nesbø: Der Erlöser, Berlin 2007
- Jo Nesbø: Die Fährte, Berlin 2004
- Jo Nesbø: Der Fledermausmann, Berlin 1999
- Jo Nesbø: Das fünfte Zeichen, Berlin 2006
- Jo Nesbø: Headhunter, Berlin 2010
- Jo Nesbø: Kakerlaken, Berlin 2007
- Jo Nesbø: Koma, Berlin 2013
- Jo Nesbø: Die Larve, Berlin 2011
- Jo Nesbø: Leopard, Berlin 2010 (übersetzt zusammen mit Maike Dörries)
- Jo Nesbø: Rotkehlchen, München 2003
- Jo Nesbø: Schneemann, Berlin 2008
- Olav Njølstad: Die Oslo-Connection, München 2005 (übersetzt zusammen mit Maike Dörries)
- Frida Nome: Entlang der Schmugglerroute, München 2006
- Jeanette Øbro: Schrei in Flammen, Frankfurt am Main 2013 (übersetzt zusammen mit Maike Dörries)
- Therese Philipsen: Blutschande, München 2011
- Therese Philipsen: Sündenspiel, München 2013 (übersetzt zusammen mit Daniela Stilzebach)
- Tore Renberg: Das Wunder im Erdbeerfeld, München 2002
- Susanne Staun: Blutfrost, Stuttgart 2014
- Susanne Staun: Totenzimmer, Stuttgart 2012
- Thorvald Steen: Kamelwolken, Dornach 2005
- Thorvald Steen: Konstantinopel, Dornach 2004
- Chris Tvedt: Frei von Schuld, München 2009
- Chris Tvedt: Tote Freunde, München 2011
- Lars Amund Vaage: Rubato, Berlin 1998
- Erik Valeur: Das siebte Kind, München 2013 (übersetzt zusammen mit Maike Dörries)
- Øystein Wiik: Leiche in Acryl, München 2013 (übersetzt zusammen mit Maike Dörries)
- Øystein Wiik: Tödlicher Applaus, München 2011 (übersetzt zusammen mit Maike Dörries)
- Svein Woje: Evangelium der Nacht, München 2003